# Естебан Савељић
Естебан Аријел Савељић (шп. Esteban Ariel Saveljich; Тандил, 20. мај 1991) црногорски је фудбалер који игра на позицији одбрамбеног играча и тренутно наступа за Бургос.

## Биографија
Естебан Савељић је рођен 20. маја 1991. године у граду Тандил, провинција Буенос Ајрес, Аргентина. Његов прадеда, са очеве стране, емигрирао је из Краљевине Црне Горе у Аргентину почетком 20. века, иначе је родом из места Мартинићи, код Даниловграда, у Бјелопавлићима. Такође, даљи је рођак бившег југословенског репрезентативца Нише Савељића.

### Каријера
Професионалну каријеру је започео у Расингу из Авељанеде, клубу у којем је и поникао. За први тим је дебитовао 23. јуна 2012. године, у поразу његове екипе од Велез Сарсфилда резултатом 2:1. У 2014. години је одиграо 15 утакмица у Првој лиги Аргентине, и тада је постигао свој први гол у мечу против Естудијантеса из Ла Плате.
У јануару 2015. године је позајмљен, без накнаде и опције куповине, на сезону екипи Дефенсе и Хустисије да би имао континуитет играња утакмица у првој лиги.
Напушта Аргентину јануара 2016. и одлази на шестомесечну позајмицу у шпанску Алмерију.

## Репрезентација
Поред Аргентине, Савељић има право наступа и за земљу одакле потичу његови преци, Црну Гору. Добио је држављанство 2015. године, те га је 28. маја исте године селектор репрезентације Црне Горе Бранко Брновић позвао за пријатељску утакмицу против Данске и меч квалификација за Европско првенство против Шведске. Савељић је 8. јуна дебитовао у поразу од Данске резултатом 2:1.

## Успеси
Леванте
- Друга лига Шпаније (1) : 2016/17.[8]